# Giro girotondo... con il sesso è bello il mondo
Giro girotondo... con il sesso è bello il mondo è un film del 1975 diretto da Oscar Brazzi con lo pseudonimo di Oswald Bray.

## Trama
In un'Italia futura, una società distopica dove la polizia arresta le coppie che fornicano tra i prati e la televisione cerca di controllare le menti, si muove un professore esperto in sesso che perde la verginità con una disponibile giovane bibliotecaria; un vecchio omosessuale che concede spazi televisivi in cambio di favori; Cappuccetto Rosso è una ragazza ingenua.
Mentre la notte è il tempo della prostituzione, i poliziotti (ritratti come squadristi con manganelli) vagano per punire la depravazione. 
Cenerentola viene investita da un uomo, che la fa entrare nel mondo dello spettacolo; ma presto si ribella a dei ruoli sexy,per aspirare a una crescita artistica, che la consacra al successo. La moglie dell'uomo intanto si concede alla clientela perché facciano affari comprando armi. La polizia uccide per gioco Lupo, mentre questi con fiducia andava da loro per scongiurare un disastro. Cappuccetto Rosso preme il pulsante di un ordigno atomico che decima la popolazione; ma i sopravvissuti possiederanno la libertà di amarsi, senza più dover sottostare alle leggi contro l'amore.